# Saint-Arnoult-en-Yvelines
 Saint-Arnoult-en-Yvelines  es una población y comuna francesa, en la región de Isla de Francia, departamento de Yvelines, en el distrito de Rambouillet y cantón de Saint-Arnoult-en-Yvelines.

## Demografía
| 1384 | 1584 | 3016 | 4442 | 5811 | 5671 |
| Para los censos de 1962 a 1999 la población legal corresponde a la población sin duplicidades (Fuente: INSEE [Consultar]) |      |      |      |      |      |